# 达尔贝格-文德尔斯托夫
达尔贝尔格-文德尔斯托尔夫是德国梅克伦堡-前波莫瑞州的一个市镇。总面积9.50平方公里，总人口526人，其中男性276人，女性250人（2011年12月31日），人口密度55人/平方公里。